# Kublai Khan

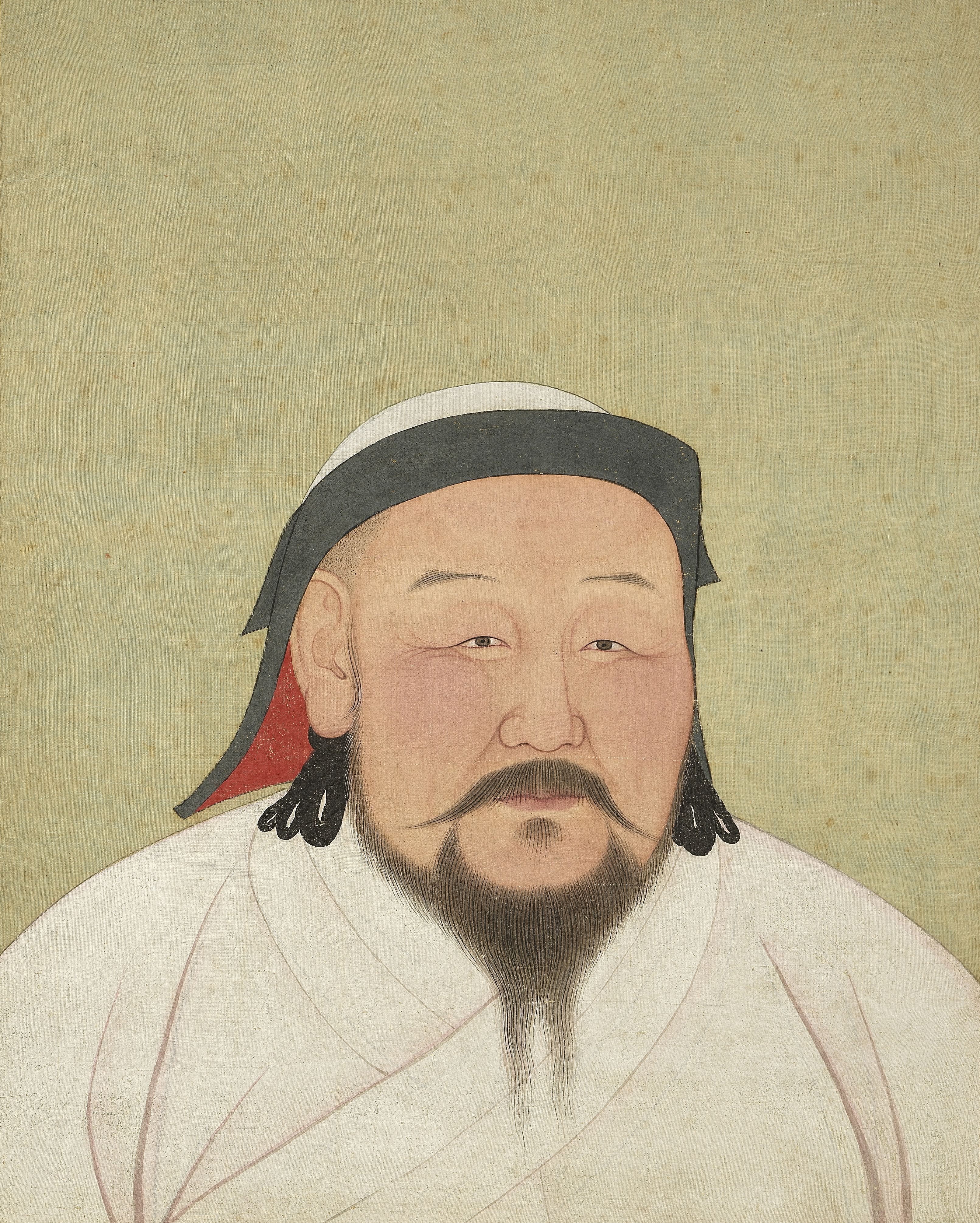
Kublai Khan

Kublai Khan, auch Qubilai Khan, Kubilai Khan oder Setsen Khan (mongolisch ᠬᠦᠪᠢᠯᠠᠢ ᠰᠡᠴᠡᠨ ᠬᠠᠭᠠᠨ Kublai Sezen Chaan, * 23. September 1215; † 18. Februar 1294 in Peking), war ein Enkel Dschingis Khans und von 1260 bis 1294 ein bedeutender mongolischer Herrscher. Ab 1271 war er Kaiser von China und begründete damit die Yuan-Dynastie. Kublai war Sohn des Tolui, des vierten Sohns Dschingis Khans, und ein Bruder des Möngke Khan. Sein Nachfolger war Timur Khan.

## Leben

### Kindheit und Regentschaft in Nordchina
Der Prinz war Sohn des Tolui Khan und der Keraitin Sorkhatani Beki. Er hatte zwar unter anderem chinesische Erzieher und Berater, lebte jedoch in seiner Jugend noch ständig in der Mongolei. Als es deswegen zu Missständen bei der Verwaltung in seinen chinesischen Ländereien kam, verlegte er in den 1240er Jahren seinen Aufenthaltsort dauerhaft nach China und wurde bald ein Vertreter chinesischer Interessen.
Gleich nach dem Regierungsantritt seines Bruders, des Khagans Möngke Khan, wurde Kublai zum Statthalter in Nordchina ernannt; als solcher eroberte er 1253/54 das Königreich Dali in Yunnan. Schon damals versammelten sich um ihn eine Reihe fähiger Beamter (neben weiteren: Lian Xixian, Liu Bingzhong) und auch chinesische Militärs, die sich um eine Verbesserung der mongolischen Verwaltung in China bemühten. Kublais Verhältnis zu den maßgeblichen Personen in der Hauptstadt Karakorum wie beispielsweise Bolgay und Alamdar war dagegen schlecht: Der traditionell eingestellte Stammesadel warf ihm seine chinafreundliche Haltung vor, so dass ihn Möngke in der Zeit von 1257 bis 1258 vorübergehend absetzen ließ.
Ferner waren die Prinzen Goden (Sohn Ögedeis) und Kublai, der sich selbst zum Buddhismus bekannte, maßgeblich an der Übergabe der Verwaltung Tibets an den tibetischen Mönchsgelehrten Phagspa zwischen 1251 und 1253 beteiligt. Sie begründeten damit die bis 1354 währende Herrschaft der Sakyapa auf dem Dach der Welt. Später wurde Phagspa auch zum Reichslehrer ernannt und verbrachte lange Zeit an Kublais Hof. So war es zunächst Kublai Khan, der den Buddhismus zur Staatsreligion der Mongolen machte. Diese Religion hatte zugleich für sein Reich gegenüber allen andersartigen Einströmungen eine Schutzwirkung und trug damit nicht unwesentlich zum Zusammenhalt des Reiches bei. Tibetische Wandermönche erwirkten später bis ins 16. Jahrhundert hinein nach und nach die Bekehrung der schamanistischen Mongolen.

### Mongolischer Khagan
Nach Möngkes Tod 1259 ernannte sich Kublai Khan in einem Machtkampf gegen seinen jüngeren Bruder Arigkbugha entgegen aller Tradition selbst zum mongolischen Khagan. Er wurde von einer von ihm selbst einberufenen Versammlung am 5. Mai 1260 gewählt, allerdings war diese Versammlung nicht repräsentativ, da die Mehrheit der eigentlich allein wahlberechtigten Prinzen auf Seiten Arigkbughas stand und sie zudem auch nicht in der Mongolei stattfand. Mit Hilfe der in Nordchina versammelten Truppenführer, darunter nicht wenige Chinesen, setzte er sich in einem vier Jahre (1260 bis 1264) dauernden Bruderkrieg militärisch gegen den traditionell eingestellten Teil des Stammesadels in Karakorum durch, der Arigkbugha als Khagan favorisiert hatte.
Hauptsächlich sein Bruder Hülegü, der Herrscher des Ilchanat in Persien, war bereit, ihn als Khagan anzuerkennen. Die Beziehungen des Kublai Khan zu seinen Vettern an der Wolga (Goldene Horde) blieben ergebnislos, die zu den Herren im Chanat Tschagatai waren wiederholt feindselig. Trotz dieser Differenzen waren die Mongolen damals noch in der Lage, das große Reich insgesamt unter Kontrolle zu halten.
Kublai Khan verlegte zwischen 1256 (Beginn des Baus von Shangdu) und 1274 (Vollendung des Palastkomplexes in Peking) seine Hauptstadt schrittweise nach Peking und übernahm die Verwaltungspraktiken der Chinesen und bis zu einem gewissen Grad auch ihre Kultur. Dabei war er sich der Risiken einer Sinisierung der Mongolen in China durchaus bewusst, weswegen er unter anderem die Bevölkerung in vier Gruppen einteilen ließ und auch trotz wiederholter Eingaben die traditionelle Beamtenprüfung, das entscheidende Legitimationsmittel chinesischer Dynastien, nicht wieder einführte. Trotzdem brachte ihm seine Politik zusammen mit seinem Residenzwechsel die Missbilligung eines bedeutenden Teils des mongolischen Adels ein, da dieser einen in der Steppe lebenden Anführer einem in Peking lebenden „Sohn des Himmels“ vorzog.

### Rebellionen mongolischer Prinzen
Außerdem verdrängten Kublais dynastische Bestrebungen andere Prinzen von der Macht. Die Missbilligung seiner Politik, auch verbunden mit persönlichen Eitelkeiten und Ansprüchen, führte wiederholt dazu, dass hochrangige Prinzen im unmittelbaren Machtbereich Kublais rebellierten. Der zähste Gegenspieler des Khagans war dabei Ögedeis Enkel Qaidu, der sich am Ili festgesetzt hatte und aus diesen Rebellionen Nutzen zu ziehen verstand.
So zerstritten sich auf einem Feldzug gegen Qaidu mehrere Prinzen wie Toqtemür, Shirki und andere aus dem Haus Toluis mit zwei Söhnen Kublais, setzten diese gefangen und zogen anschließend ostwärts in die Mongolei ab. Bereits im Folgejahr, im Sommer 1277, wurden sie von Kublais General Bayan († 1295) am Orchon in der Mongolei geschlagen und zerstreuten sich, bald auch untereinander verfeindet. Obwohl dem Khagan die Unbeständigkeit seiner Gegner zugutekam, wurde die Rebellion erst um 1283 mit der Gefangennahme, Kapitulation und Flucht ihrer Anführer beendet.
Eine weitere bedeutende Rebellion brach 1287 in der Mandschurei aus. Mehrere Prinzen aus der Nachkommenschaft von Dschingis Khans Brüdern, wie beispielsweise Nayan und Singktur erhoben sich nach Verwaltungsmaßnahmen in ihren Lagern und suchten den Kontakt zu Qaidu, der daraufhin in die Mongolei vorrückte. Kublai Khan handelte schnell und besiegte Nayan persönlich im Sommer 1287 am Liao-Fluss, während Qaidus Armee im Sommer 1289 bei Karakorum zum Rückzug gezwungen wurde. Diese Erfolge basierten auf der zahlenmäßigen Überlegenheit von Kublais Truppen, reichten aber nicht aus, um Qaidu zur Aufgabe zu bewegen.

### Kaiser Chinas

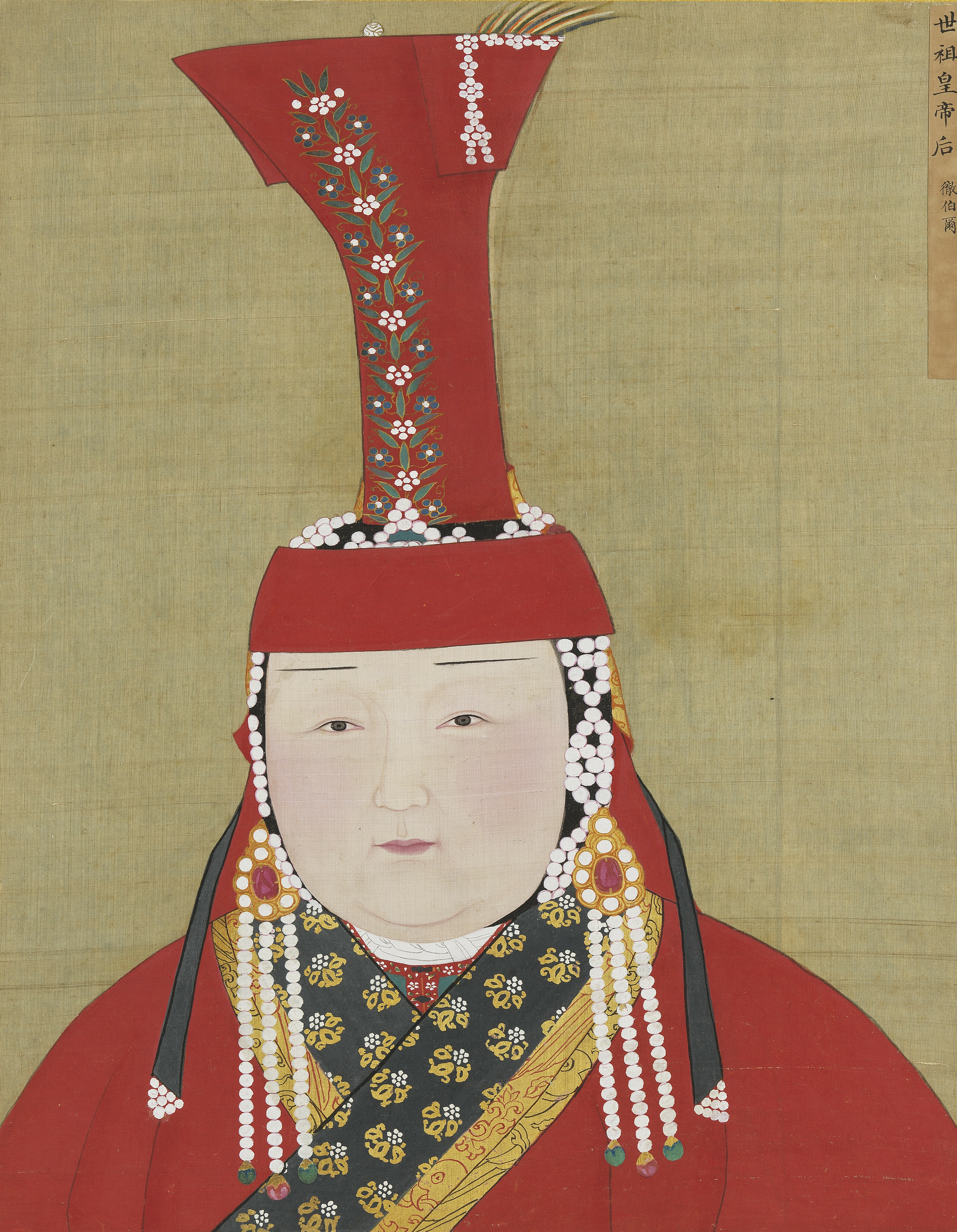
Kublais zweite Hauptfrau Chabi

Kublai Khan eroberte mit Hilfe seiner Feldherren nach einem längeren Krieg 1267 bis 1276/79 den Staat der Südlichen Song-Dynastie in Südchina. Auseinandersetzungen in der Zentralverwaltung und im Staatsrat des Song-Reiches unter Kanzler Jia Sidao (hingerichtet 1275) hatten die Loyalität der Beamtenschaft und schließlich der Armeeführung untergraben, so dass Kublai die Eroberungspläne seines Bruders Möngke wieder aufnehmen konnte. Nach einer langandauernden Belagerung der Festungen am Han-Fluss in der Provinz Sichuan (besonders Xiangyang, belagert von 1268 bis 1273) drang die Armee der Yuan nach Hangzhou vor. Die Song-Hauptstadt Hangzhou kapitulierte 1276, letzte Anhänger der Dynastie hielten sich bis 1279, als der kleine Thronerbe Song Bing in einer Seeschlacht ertrank.
Kublai einigte so das Land nach über 300-jähriger Teilung erneut und proklamierte 1271 die Yuan-Dynastie, als deren erster Kaiser er unter dem chinesischen Namen Shizu (元世祖) herrschte. Er wurde in die Abfolge der rechtmäßigen chinesischen Herrscher aufgenommen.
Zwei Mongoleninvasionen in Japan blieben 1274 und 1281 erfolglos (Kamikaze), so dass die weitere Ausdehnung des Mongolenreiches nun auch im Osten ihr Ende fand.
Zum Zeitpunkt von Kublai Khans Tod war das Mongolenreich das territorial größte Staatengebilde der Weltgeschichte und erstreckte sich fast über den gesamten Eurasischen Kontinent. Die Bevölkerung profitierte von einer organisierten zivilen Verwaltung, deren Auswirkungen später mit dem Begriff Pax Mongolica zusammengefasst wurden. Zwar hatte die Yuan-Verwaltung auch Schattenseiten, die beispielsweise in Kublais letzten Lebensjahren sichtbar wurden, und erreichte auch nicht das Ansehen anderer großer chinesischer Dynastien, sie stellte aber in jedem Fall eine wesentliche Verbesserung im Vergleich zur Politik der vorangegangenen Khagane dar.

### Das Buch Marco Polos
In Europa wurde und wird vor allem als bedeutsam erachtet, dass die Pax Mongolica im Zusammenhang mit der wirtschaftlichen Erholung in Persien und China neue Handelsmöglichkeiten eröffnete. Hier ist vor allem das Buch des Marco Polo zu erwähnen: 1266 trafen die venezianischen Handelsreisenden Niccolò und Maffeo Polo am Hofe des Mongolenherrschers in Peking ein, wo sie nach eigenen Angaben vom Khan willkommen aufgenommen und empfangen wurden. Er schenkte den Polos drei goldene Tafeln und gab ihnen mit einer Botschaft an Papst Clemens IV. den Auftrag, ihm gesalbtes Öl aus der Grabeskirche in Jerusalem und etwa einhundert christliche Gelehrte zum Verbreiten des Evangeliums unter seinen Untertanen zu schicken.
Laut eigenem Reisebericht (Il Milione) weilte Marco Polo später zusammen mit seinem Vater und Onkel auf einer zweiten Asienreise von 1271 bis 1295 nunmehr in offizieller Mission des neuen Papstes Gregor X. für mehrere Jahre am Hofe Kublai Khans, wurde ein sehr enger Vertrauter, reiste sogar im Auftrag des Khagans mehrmals durch China und berichtete, nach Italien zurückgekehrt, über die hochstehende Kultur des Ostens. In den gut erhaltenen Chroniken der Yuan-Zeit finden sich dafür jedoch keine eindeutigen Belege.

### Die letzten Jahre
Zu ihrer Lebzeit hatte Kublais zweite Hauptfrau Chabi großen Einfluss auf seine Politik. Nach ihrem Tod 1281 und dem des Kronprinzen Dschingkim 1286, sowie aufgrund eigener Krankheit überließ Kublai in seinen letzten Jahren unpopulären Günstlingen wie dem Finanzminister Ahmad Fanakati, Lu Shirong und Senge die Regierung. Steuererhöhungen und Inflation sowie 1287 die Einführung von neuem Papiergeld, dessen Wert nur noch 1/5 des alten betrug, Intrigen in der Verwaltung und wiederholter militärischer Aufwand kennzeichneten diese Jahre. Positiv wurden dagegen etwa die Baumaßnahmen am nördlichen Abschnitt des Kaiserkanals bewertet.
Kublai Khan starb am 18. Februar 1294 in Peking, Nachfolger als Khagan und Kaiser von China wurde sein Enkel Timur Khan.

## Rezeption

### Politisch
Nach seinem Tod wählte man die nachfolgenden Khagane nur noch aus seiner Nachkommenschaft, andere Prinzen waren von der Thronfolge ausgeschlossen. Diese Herrscher setzten Kublais Politik fort und konzentrierten sich weitgehend auf die Verwaltung Chinas. Zwar waren erneute Interessenkonflikte zwischen pro-chinesischen und pro-mongolischen Parteien bei Hofe zu beobachten, aber gewöhnlich hatten die Vertreter Chinas den längeren Atem. Versuche zur Erneuerung des mongolischen Reichsgedankens, etwa zur Zeit von Külüq Khan oder Qoschila, blieben daher eine Randerscheinung.
Man verbindet folglich mit Kublai Khans Tod die endgültige Aufteilung des Mongolenreiches in vier unabhängige Teilreiche: Die Goldene Horde in Osteuropa und Westsibirien, das Ilkhanat in Zentralasien und Persien, das Tschagatai-Khanat in Mittelasien und die Yuan-Dynastie in China und der heutigen Mongolei.
Nach Misswirtschaft und einer Reihe von Naturkatastrophen um die Mitte des 14. Jahrhunderts wurden die Mongolen aus Peking vertrieben. 1368 kam die Ming-Dynastie an die Macht, und die Mongolen zogen sich in die Steppe zurück. Nur ein Jahrzehnt nach dem Tod von Biligtü Khan, dem Begründer der „Nördlichen Yuan“, wurde 1388 auch die alte mongolische Hauptstadt Karakorum von den Chinesen zerstört.

### Literarisch
Kublai Khan taucht als Kunstfigur auch in der modernen Literatur auf:
- Bereits 1797 hatte sich Samuel Taylor Coleridge in dem Gedicht Kubla Khan seiner angenommen, das Xanadu, die legendäre Sommerresidenz des Herrschers, als Metapher für Prunk und Wohlstand bekannt machte.
- Im Roman Die unsichtbaren Städte von Italo Calvino ist er der Zuhörer Marco Polos.
- Im Roman Zeit der Drachen von Robert Shea wird eine der Hauptfiguren zu einer Konkubine Kublai Khans und behandelt dabei seinen Kampf in China, seinen Aufstieg nach dem Tod seines Vaters und die Probleme die daraus mit seinem Bruder entstanden.
- Der Roman Steppensöhne von Hans Baumann handelt vom Leben der Brüder Kubilai und Arik-Buka zu Zeiten Dschingis Khans und darüber hinaus.

### Dramatisch
- In den 1780er Jahren schuf Antonio Salieri mit seiner posthum aufgeführten Oper Cublai, gran kan de’ Tartari eine Satire auf den russischen Zarenhof.
- Im Jahr 1965 erschien der Film Im Reich des Kublai Khan von Denys de La Patellière.
- 2014 startete die von Netflix produzierte Serie Marco Polo, welche die Reise und den Aufenthalt Marco Polos an den beziehungsweise auf dem Hofe Kublai Khans auf teils fiktive, teils dramatisierte Art und Weise zeigt. Kublai Khan wird hier vom britischen Schauspieler Benedict Wong verkörpert. 2016 wurde die Produktion der Serie laut Netflix aus Kostengründen abgesetzt.